# PRISM (programme de surveillance)
Pour les articles homonymes, voir Prism.

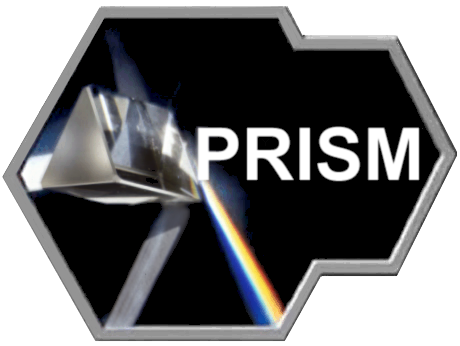
Logo de PRISM.

PRISM (également appelé US-984XN), est un programme américain de surveillance électronique par la collecte de renseignements à partir d'Internet et d'autres fournisseurs de services électroniques,,,. Ce programme classé, relevant de la National Security Agency (NSA), prévoit le ciblage de personnes vivant hors des États-Unis. PRISM est supervisé par la United States Foreign Intelligence Surveillance Court (FISC) conformément au FISA Amendments Act of 2008 (FISA).
Edward Snowden, ex-consultant de la NSA, a dénoncé ce programme ; les périodiques The Guardian et The Washington Post ont signalé son existence le 6 juin 2013.
PRISM est utilisé en conjonction avec le programme Upstream par les autorités de sécurité américaines.

## Histoire

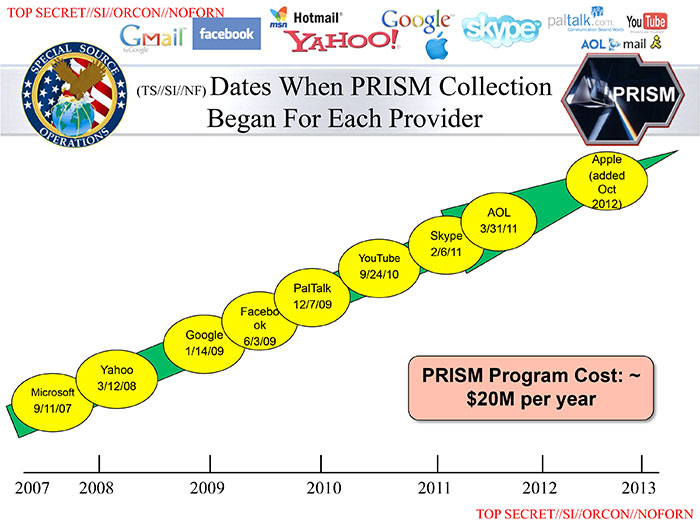
Selon Edward Snowden, liste des entreprises utilisées par PRISM et l'année où la collecte d'information a commencé.

PRISM est une Special Source Operation (littéralement, « Opération d'une source spéciale ») qui s'inscrit dans la tradition des ententes que la NSA a établies depuis les années 1970 avec plus de 100 sociétés américaines jugées fiables.
Le précédent programme de surveillance électronique de la NSA, appelé officiellement Terrorist Surveillance Program, a été mis en place par l'administration Bush après les attentats du 11 septembre 2001 et a subi de nombreuses critiques. Sa légalité a été mise en doute puisqu'il n'a pas obtenu l'accord du United States Foreign Intelligence Surveillance Court (FISC),,,. PRISM, par contre, a été autorisé par un arrêt de la FISC.
Sa création en décembre 2007 a été permise par le Protect America Act of 2007 (en), adopté sous la présidence de George W. Bush, et le FISA Amendments Act of 2008, qui donne une immunité légale aux entreprises qui obéissent aux requêtes du gouvernement américain. Le FISA Amendments Act a été renouvelé en décembre 2012 sous la présidence de Barack Obama pour une période de cinq ans,. Selon The Register, ces amendements « autorisent explicitement les agences de renseignements à surveiller, pour une durée maximale d'une semaine, les appels téléphoniques, les courriels et d'autres communications de citoyens américains sans mandat d'un tribunal » quand l'une des parties n'est pas sur le sol des États-Unis.
Selon un parlementaire américain, à la suite d'une session d'information secrète, la NSA peut utiliser PRISM pour mettre sur écoute un citoyen américain sans avoir obtenu un mandat d'un juge. Cette décision serait le fruit d'une interprétation confidentielle, par le département de la Justice des États-Unis, des lois qui autorisent la surveillance électronique, décision qui autorise des milliers d'analystes à écouter des échanges téléphoniques.
Selon le Directeur du renseignement national James R. Clapper, PRISM ne peut servir à cibler de façon intentionnelle un Américain ou toute personne sur le sol des États-Unis. Clapper a ajouté qu'un tribunal spécial, le Congrès des États-Unis et la branche exécutive du gouvernement fédéral américaine supervisent le programme ; des procédures approfondies maintiennent au minimum l'acquisition, la rétention et la dissémination des informations accidentellement recueillies sur des Américains. Le 8 juin, Clapper a publié une fiche d'information pour corriger ce qu'il qualifie d'« interprétations fausses et considérables » dans les articles des journaux The Washington Post et The Guardian.
À la fin juin 2013, les forces armées des États-Unis empêchent leur personnel d'accéder aux parties du site du journal The Guardian qui présentent des nouvelles sur PRISM, affirmant qu'il s'agit de la procédure habituelle lorsqu'un site diffuse des informations classées pour maintenir l'« hygiène du réseau ».

## Révélations d'Edward Snowden sur PRISM

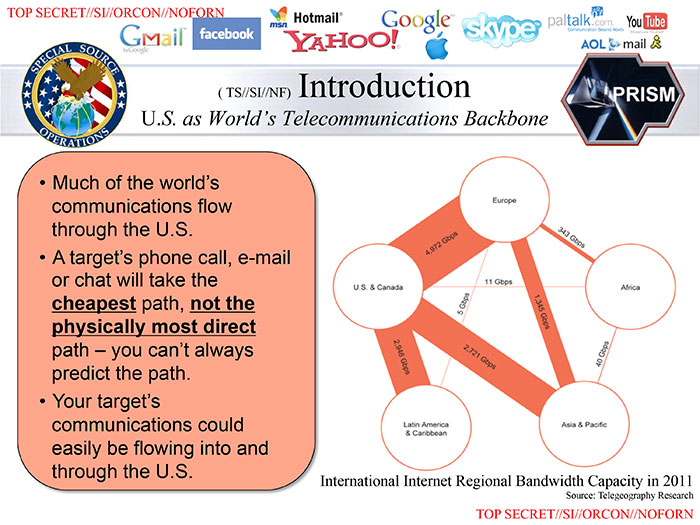
Diagramme remis par Edward Snowden qui montre que la majorité des communications mondiales passent par les États-Unis à cause des coûts de transport moins élevés.

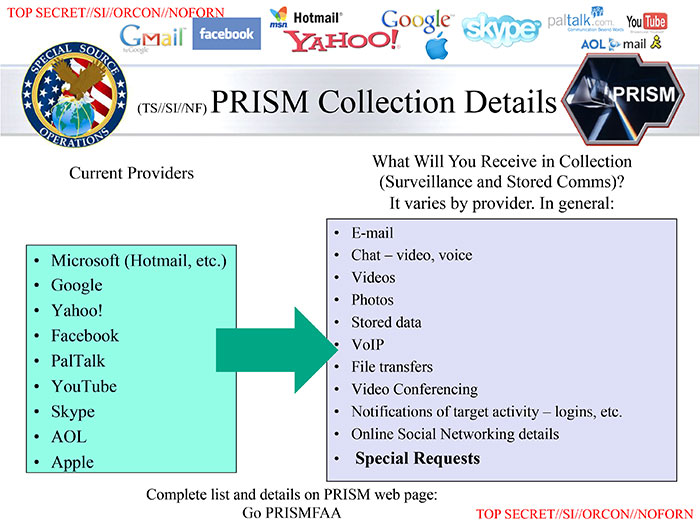
Selon Edward Snowden, au moins neuf sociétés américaines participent au programme de surveillance PRISM : Microsoft (via Hotmail, entre autres), Google, Yahoo!, Facebook, Paltalk, YouTube, Skype, AOL et Apple.

En juin 2013, le quotidien britannique The Guardian affirme, à la suite des révélations d'Edward Snowden, que la NSA dispose d'un accès direct aux données hébergées par les géants américains des nouvelles technologies, parmi lesquels Google, Facebook, YouTube, Microsoft, Yahoo!, Skype, AOL et Apple. Barack Obama le présente comme un outil de lutte antiterroriste.
Un document, remis par Snowden, explique que le SIGAD PRISM est « la source première de renseignements bruts utilisés pour rédiger les rapports analytiques de la NSA ». Le 5 juin, The Guardian a révélé que la FISC a exigé de Verizon qu'elle transmette quotidiennement à la NSA une copie des journaux de suivi de tous les appels de ses clients,.
Plusieurs compagnies concernées ont répondu qu'elles ne fournissaient pas d'informations en vrac à la NSA, mais que chaque demande de renseignement devait concerner des individus et être en accord avec le FISA,,.
En août 2013, le quotidien The Guardian révèle que la NSA aurait versé en indemnisations plusieurs millions de dollars aux entreprises informatiques afin de certifier que la livraison des données concerne uniquement les individus qui résident en dehors des États-Unis. En septembre 2013, les quotidiens The Guardian et The New York Times révèlent que, depuis 2010, la NSA a développé de multiples méthodes de contournement des algorithmes de chiffrement utilisés par les communications sur Internet (comme le HTTPS qui utilise SSL) afin d'avoir accès aux contenus des messages. Le quotidien The Guardian révèle aussi que la NSA a transmis à son homologue israélien des millions de données brutes, le porte-parole de la NSA affirmant, à la suite de ces révélations, que « La NSA ne peut cependant pas utiliser ces relations pour contourner les restrictions légales américaines »,.

## Réactions politiques
À la suite des révélations de Snowden, relayées d'abord par le journal allemand Der Spiegel et l'anglais The Guardian, les réactions (non gouvernementales) se sont faites nombreuses, notamment en Europe. Viviane Reding, commissaire européenne à la justice, affirme : « On ne peut pas négocier sur un grand marché transatlantique s'il y a le moindre doute que nos partenaires ciblent des écoutes vers les bureaux des négociateurs européens ». Le président du Parlement européen, Martin Schulz, s'est dit « profondément inquiet et choqué par les allégations d'espionnage des autorités américaines dans les bureaux de l'UE. Si ces allégations sont avérées, ce serait un problème extrêmement grave qui nuirait considérablement aux relations entre l'UE et les États-Unis ».
Dès juin 2013, des Partis pirates (issus de plusieurs pays) s'engagent officiellement contre PRISM, et lancent une pétition. En octobre 2013, les révélations sur l'espionnage de plus de 35 leaders politiques (dont Angela Merkel), causent une réaction internationale vigoureuse contre les méthodes de la NSA.

## Droit et loi applicables
Le 8 juin 2013, le Directeur du Renseignement national (National Intelligence) a publié une feuille d'information indiquant que PRISM « n’est pas un programme de collecte de données non divulgué », mais plutôt « un système informatique interne du gouvernement » utilisé pour faciliter la collecte d'informations de renseignements étrangers « en vertu de surveillance judiciaire, conformément à l'article 702 de la Foreign Intelligence Surveillance Act (FISA) (50 U.S.C § 1881a) ».
L'article 702 dispose que « le procureur général et le directeur du renseignement national peuvent autoriser conjointement, pendant une période maximale d'un an à compter de la date d'entrée en vigueur de l'autorisation, le ciblage des personnes raisonnablement censées être situées en dehors des États-Unis pour acquérir des biens étrangers Information de renseignement ».
Afin d'autoriser le ciblage, le procureur général et le directeur du renseignement national doivent obtenir une ordonnance de la Cour de surveillance du renseignement étranger (tribunal FISA) conformément à l'article 702 ou certifier que « des renseignements importants pour la sécurité nationale des États-Unis peuvent être Perdu ou non acquis en temps opportun et le temps ne permet pas la délivrance d'une commande ».
Lors de la demande d'une ordonnance, le procureur général et le directeur du renseignement national doivent certifier à la Cour FISA que « un but important de l'acquisition est d'obtenir des renseignements étrangers ». Ils n'ont pas besoin de préciser quelles installations ou propriétés seront ciblées.
Après avoir reçu une ordonnance de la Cour FISA ou en déterminant qu'il y a des circonstances d'urgence, le procureur général et le directeur des Renseignements nationaux peuvent diriger un fournisseur de services de communication électronique pour leur donner accès à des informations ou des installations pour mener à bien le ciblage et garder le ciblage secret. Le fournisseur a alors la possibilité de : (1) se conformer à la directive ; (2) la rejeter ; ou (3) la contester avec la Cour FISA. Si le fournisseur est conforme à la directive, il est libéré de la responsabilité de ses utilisateurs pour fournir les informations et est remboursé pour le coût de la fourniture alors que si le fournisseur rejette la directive, le procureur général peut demander une ordonnance de la cour FISA pour l'exécuter. Un fournisseur qui ne se conforme pas à l'ordonnance de la Cour de la FISA peut être puni d'un outrage au tribunal.
Enfin, un fournisseur peut demander à la Cour FISA de rejeter la directive. Dans le cas où la Cour FISA nie la requête et ordonne au fournisseur de se conformer à la directive, le prestataire court le risque d'outrage au tribunal s'il refuse de se conformer à la décision de la Cour FISA .

## Programmes apparentés
En France, le sénat entérine la Loi de programmation militaire (LPM) le 18 décembre 2013, laquelle autorise la police, la gendarmerie, ainsi que les services habilités des ministères de la Défense, de l’Économie et du Budget à surveiller les citoyens sur les réseaux informatiques sans l'autorisation d'un juge,,.
The Guardian a révélé l’existence d’un autre outil en plus de PRISM, XKeyscore, à la finalité différente puisqu'il permet d'effectuer des croisements sur la base notamment des données de PRISM.

### Citations originales
1. ↑  (en) « a kick-ass GUI that allows an analyst to look at, collate, monitor, and cross-check different data types provided to the NSA from internet companies located inside the United States. »
2. ↑  (en) « not a program and not a secret, and anyone who says it is should not be trusted because they don’t know what they’re talking about »
3. ↑  (en) « This is a program that’s sometimes referred to as PRISM, which is a misnomer. PRISM is actually the name of a database. »
4. ↑  (en) « specifically authorizes intelligence agencies to monitor the phone, email, and other communications of U.S. citizens for up to a week without obtaining a warrant »
5. ↑  (en) « significant misimpressions »
6. ↑  (en) « the number one source of raw intelligence used for NSA analytic reports »